# Jižní Korea na Letních olympijských hrách 1948
Jižní Koreu na Letních olympijských hrách v roce 1948 v Londýně reprezentovala výprava 46 sportovců (45 mužů a 1 žena) v 7 sportech.

## Medailisté
| Medaile | Jméno        | Sport    | Soutěž                     |
| ------- | ------------ | -------- | -------------------------- |
| Bronz   | Han Soo-Ann  | Box      | Muži váha muší do 51 kg    |
| Bronz   | Kim Sung-Jip | Vzpírání | Muži střední váha do 75 kg |